# Группа «Полесье»
Группа «Полесье» (пол. Grupa Poleska) — соединение вооружённых сил II Речи Посполитой, существовавшее в 1919—1920 годах. Также известно под названиями Группа «Подляшье» (пол. Grupa Podlaska) или Группа генерала Листовского (пол. Grupa gen. Listowskiego; до 9 июня), и Полесский фронт (пол. Front Poleski, до 14 августа).

## Создание
После образования в 1919 году Польского государства его вооружённые силы не имели единой организационной структуры, и состояли из импровизированных групп, в состав которых входили батальоны или полки. Группа «Подляшье» как раз и была одной из таких групп. Первоначальной её задачей была оборона северной Люблинщины по линии реки Западный Буг; после заключения 9 февраля 1919 года соглашения с немецким командованием оккупированных восточных территорий группа заняла Брест и двинулась на восток. За время своего существования группа прошла через Брест, Пинск, Лунинец, Мозырь и обратно.

## Руководство и состав
Руководство:
- генерал Антони Листовский (5 января — 2 августа 1919)
- полковник Станислав Шпрингваль (2 августа — 5 августа 1919)
- полковник Владислав Сикорский (5 августа 1919 — 6 августа 1920)

Состав:
- 9-я пехотная дивизия (формально создана из сил группы 13 июня 1919 года)
- 16-я пехотная дивизия (с мая 1920)
- 21-я пехотная дивизия (с мая 1920)
- 2-я кавалерийская бригада (весна 1920)

## Боевой путь
В феврале группа сталкивалась лишь с незначительными советскими силами, занимавшими оборонительные позиции. 2 марта группа заняла Слоним, а 3 марта взяла Пинск, после чего была остановлена на рубеже Стырь-Припять-Ясельда. Будучи реорганизованной в Полесский фронт, группа попыталась взять Лунинец, но это ей удалось лишь 10 июля, после чего она вышла на реку Горынь, а к концу декабря — на реку Птичь. После перевода генерала Листовского на Волынский фронт группа была передана под командование полковника Сикорского, а Полесский фронт был переименован в группу «Полесье» и включён в состав Литовско-Белорусского фронта.
Весной 1920 года польские войска предприняли Киевскую операцию, начальной фазой которой явилась проведённая в Полесье Мозырская операция. В ходе этой операции войска 9-й пехотной дивизии 8 марта заняли Речицу, которая впоследствии, вплоть до 10 мая, неоднократно переходила из рук в руки.
В июле советский Западный фронт под командованием М. Н. Тухачевского начал наступление на севере Белоруссии и, быстро сломив сопротивление польских войск, создал угрозу их охвата. Под угрозой окружения и ударами Мозырской группы советских войск Полесская группа была вынуждена начать отступление. 11 июля был оставлен Лунинец, 24 июля затоплены корабли Пинской флотилии, а 29 июля началось оборонительное сражение на Западном Буге и Нареве. 1 августа советские войска взяли Брестскую крепость и, переправившись через Западный Буг, создали угрозу тылам Полесской группы. Сама Полесская группа осталась в стороне от главного удара советских войск, и даже сумела нанести несколько контрударов по форсировавшим Буг советским войскам, однако общая оперативная обстановка вынудила её отступить.
6 августа Полесская группа была ликвидирована. 9-я пехотная дивизия вошла в состав 5-й армии, командующим которой стал Сикорский, а 16-я и 21-я пехотные дивизии вошли в состав 4-й армии. Это произошло в районе Бяла-Подляски, откуда группа «Полесье» и отправилась на фронт в 1919 году.